# Kustodia

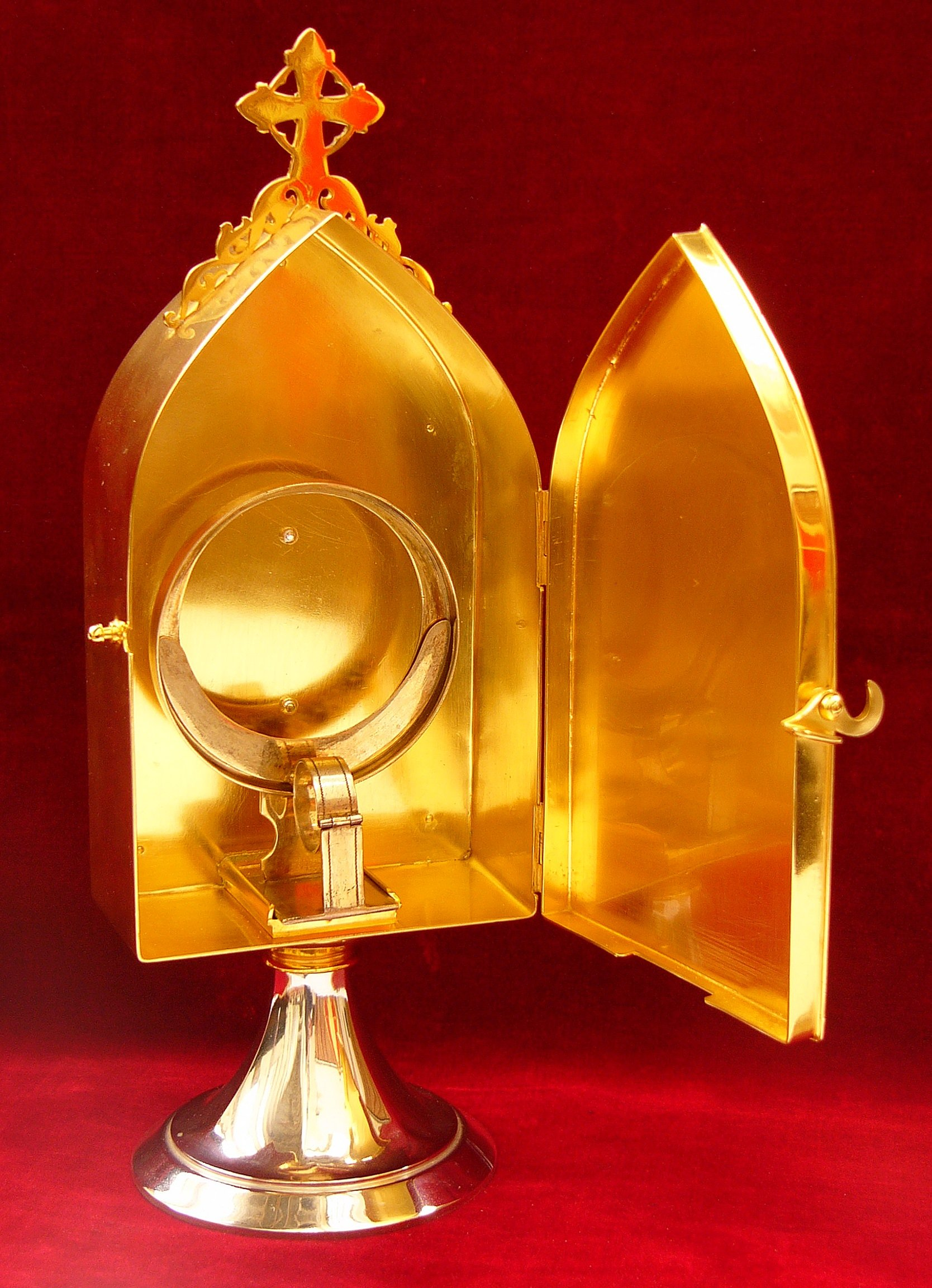
Kustodia

Kustodia (łac. custodia – nadzór, straż od custos, custodis – stróż, dozorca lub też custodire – ochraniać, ukrywać, strzec) – naczynie liturgiczne w kształcie puszki, niekiedy z nóżką, często bogato zdobione; wykorzystywane w Kościele katolickim, przeznaczone do przechowywania w tabernakulum konsekrowanej wielkiej hostii (zwyczajowo zwanej „Najświętszym Sakramentem”). Tradycyjnie wykonana ze szlachetnego metalu (lub w przypadku metalu mogącego ulec korozji pozłacana od środka). Dopuszcza się jednak odstępstwa: decyzją Konferencji Episkopatu, zaaprobowanej przez Stolicę Apostolską, możliwe jest wykonanie naczyń liturgicznych z trwałych materiałów, które przez miejscową ludność są uważane za materiały szlachetne (np. kość słoniowa).
W kustodii umieszcza się hostię, która służy do wystawiania w monstrancji do publicznej adoracji przez wiernych. Czasami jedna ściana kustodii jest oszklona, dzięki czemu adoracja jest możliwa bez konieczności wystawiania hostii w monstrancji.
Do jej mocowania wewnątrz kustodii stosuje się „melchizedek” (lub „melchizedech” – złoty lub pozłacany podwójny półksiężyc (lunula) z nóżką).